# Olimpijski centar za vodene sportove (Rio de Janeiro)
Olimpijski centar za vodene sportove bio je privremeni olimpijski bazen u Rio de Janeiru, izgrađen za potrebe Olimpijskih i Paraolimpijskih igara 2016., u Olimpijskom parku Barra. U bazenu se se održavala plivačka natjecanja Olimpijskih i Paraolimpijskih igara te završna utakmica vaterpola na Olimpijskim igrama.
Budući da je bio izgrađen za izlučna natjecanja u svibnju i lipnju 2016. te za Olimpijske i Paraolimpijske igre, vanjskim izgledom nalikovao je na montažni objekt (poput nomadskih kuća). Završetkom Igara, svi iskoristivi dijelovi, od konstrukcije do unutrašnjeg uređenja, iskorišteni su u svrhu izgradnje dva manja olimpijska bazena s kapacitetima od 6.000 i 3.000 mjesta.
Unutar centra nalazila su se dva olimpijska bazena: jedan za utrke i utakmice te jedan za treninge. Svaki bazen sadržavao je 3,7 milijuna litara vode, a prvi red sjedala oko bazena nalazio se na 10 metara udaljenosti od ruba bazena. Uz poseban mehanizam pročišćavanja vode, u bazenima je udio kemikalija (uglavnom klora) bio smanjen za 25%. Prema pravliniku FINA-e, u bazenu se stalno održavala temperatura vode između 25 i 28 stupnjeva.
Vanjska konstrukcija bazena sastojala se od 66 sunčevih ploča, svake visoke 27 metara, koje su činile umjetničju instalaciju umjetnice Adriane Varejão. Za potrebe hlađenja unutrašnjosti u zidove je bilo ugrađeno 10.000 zračnica i isto toliko klima uređaja, koji su bazen, gdledalište i prateće prostorijeodržavale hladnima i suhima.
Centar su 8. travnja 2016. svečano otvorili tadašnja brazilska predsjednica Dilma Rousseff, gradonačelnik Rija Eduardo Paes, guverner države Francisco Dornelles i predsjednik Brazilskog olimpijskog odbora Carlos Arthur Nuzman .